# Taqua Island Rocks
Taqua Island Rocks (auch: Tanggua Rocks) ist eine Insel der Kadavu-Gruppe in Fidschi.

## Geographie
Taqua Island Rocks liegen zusammen mit Yaukuvelailai und den Riffen Rukunikuro Reef und Vavuana Reef zwischen Buliya und Yaukuvelevu nordöstlich der Hauptinsel Kadavu.